# Paulinho (portugalski piłkarz)
Paulinho, właśc. João Paulo Dias Fernandes (ur. 9 listopada 1992 w Barcelos) – portugalski piłkarz występujący na pozycji napastnika, reprezentant Portugalii, od 2024 roku zawodnik meksykańskiej Toluki.